# نانسي اندروز
نانسي اندروز (بالإنجليزية: Nancy Andrews) هي أحيائية وطبيبة أمريكية، ولدت في 29 نوفمبر 1958.